# Brard gaat extreem
Brard gaat extreem is een Nederlands televisieprogramma van Veronica, waarbij Patty Brard in elke aflevering deel uitmaakt van een andere groepering of instelling.
In 1995 was het allereerste seizoen van Brard gaat extreem te zien op de zender RTL 5. Het programma borduurt verder op de stedenserie Hart van de stad, waarmee Brard in 1995 haar comeback vierde op het beeldscherm. 
Voor Brard gaat extreem trekt Brard enkele dagen in bij de gekozen groep en onderwerpt zich volledig aan de gedragsregels en codes die daar gelden. De camera volgt haar constant op de voet. 

## Afleveringen
- In 1995 was het allereerste seizoen van Brard gaat extreem te zien op de zender RTL 5. Hiervoor logeerde ze bij een eskimo-familie op Groenland, verbleef ze op een onbewoond eiland in de Seychellen, ging ze vrijwillig de gevangenis in en stortte ze zich in een Hare Krishna-gemeenschap in België.
- In 1995 was ze ook bij het Leger des Heils in Amsterdam. In het Goodwill Centrum van het Leger des Heils deelde Brard drie dagen en nachten lief en leed met zeventig daklozen. Ze sliep op een kamer met drie vrouwen met wie ze tijdens haar verblijf een bepaalde band kreeg. Ook ging Patty met een oude popster de stad in. Deze gitarist verloor zijn vingers bij een tramongeluk en werd besmet met het hiv-virus. Hij zocht zijn toevlucht tot het Goodwill Centrum aan de Oudezijds Voorburgwal. Daar ontmoette Patty ook een moeder die met haar kind uit Italië vluchtte, omdat ze werd mishandeld door haar man.
- In de eerste aflevering van 1997 reist ze af naar Marrakesh en komt ze daar terecht op een huwelijksmarkt.
- Ook ging ze in 1997 mee op skivakantie met 26 lichamelijke gehandicapten, werkte ze in een kindertehuis op Bonaire en in een kibboets en verdiepte ze zich in de Scientology Church.
- In de aflevering Female to Male, in februari 1997, bracht Brard een weekje door met Stafford en Jordy, twee personen die in gendertransitie waren van vrouw naar man, uit San Francisco. Ook was Brard te gast op een feest met transgender vrouwen en met vrouwen die zich als man hadden verkleed. Zelf had ze zich ook in mannenkleding gestoken.
- In de aflevering 'Kermis' uit 1997 was ze op de kermis in Breda, ging ze op bezoek bij een kermisfamilie uit Apeldoorn en ging ze naar de rijdende Prinses Christina-school voor kermis- en circuskinderen.
- In de reeks van 1999 sloot Brard zich aan bij een fanfare en deed ze zelfs mee aan kampioenschappen; ook reisde ze af naar Kosovo om Nederlandse militairen te helpen bij het opruimen van landmijnen en bezocht ze een Nederlandse bouwvakker die het tot koning van Ghana schopte. Deze Amsterdammer Henk Otte ontmoette na een mislukt huwelijk de kleindochter van een koning van de Ghanese stam Ewe. Ze besloten te trouwen en toen ze haar geboorteland bezochten, werden ze meteen erkend als de nieuwe staatshoofden. De stamleiders hadden in hem de reïncarnatie van hun overleden leider herkend.

## Trivia
- De eerste serie die haar eigen naam droeg, Hart van de stad, werd enkele jaren eerder uitgezonden door RTL 4. Bij een onderlinge herverdeling van de programma's van de Holland Media Groep verhuisde Brard naar Veronica. In januari 1997 zond deze zender daar volgende reeks Brard gaat extreem uit.
- Brard verscheen vanaf mei 1995 in beeld met reportageseries en voelde zich hiermee als een vis in het water. Aan BN De Stem vertelt ze in 1997 dat "Ik wil niet alleen maar een presentatrice zijn die een tekstje voorleest. Toen ik voor tv ging werken, heb ik me voorgenomen het hele product te doen, van begin tot eind te doen. Dan weet ik bij wie de schuld ligt, als het fout gaat. Er kijkt een half miljoen mensen naar mijn programma. Daar ben ik erg trots op."
- In 1996 was Maarten Spanjer te zien bij de NCRV met een serie programma's waarin hij de wereld van de alternatieve therapieën beschouwde. Die serie ontlokte boze reacties van kijkers die vonden dat Spanjer mensen onnodig kwetste, maar ook van Brard die meende dat Spanjer in therapie een schaamteloze kopie was van haar Brard gaat extreem.